# Bruno Soares
Bruno Fraga Soares (n. 27 februarie 1982) este un jucător profesionist de tenis brazilian care este specializat în jocul de dublu.
Este de șase ori campion de Grand Slam, după ce a câștigat Australian Open și US Open în 2016 alături de Jamie Murray și US Open 2020 cu Mate Pavić la dublu masculin. La dublu mixt, Soares a câștigat US Open 2012 în parteneriat cu Ekaterina Makarova, US Open 2014 cu Sania Mirza și Australian Open 2016 cu Elena Vesnina. De asemenea, a fost finalist la US Open 2013 și French Open 2020 la dublu masculin și la Campionatele de la Wimbledon din 2013 la dublu mixt. Soares a fost al patrulea brazilian care a câștigat un titlu de Grand Slam la toate disciplinele, după Maria Bueno, Thomaz Koch și Gustavo Kuerten.
Cea mai înaltă poziție a sa în clasament la simplu este numărul 221 mondial, pe care l-a atins în martie 2004. La dublu, a ajuns nr. 2 mondial la 17 octombrie 2016. Soares a câștigat 34 de titluri la dublu, inclusiv 4 la nivelul Masters 1000 și a făcut parte din echipa de dublu ATP atât în 2016, cât și în 2020. A reprezentat Brazilia la Cupa Davis din 2005 și a concurat la Jocurile Olimpice din 2012 și 2016. 